# Писсас, Эвстратиос
Эвстратиос Писсас (греч. Ευστράτιος Πίσσας; ?, Кидониес — 1 января 1885, Афины) — известный участник Греческой революции, один из первых офицеров регулярной греческой армии, впоследствии генерал Греческого королевства.

## Биография
Писсас родился в конце 18-го века в Кидониес, на эгейском побережье Малой Азии, в зажиточной семье.
Писсас был посвящён в тайное греческое революционное общество Филики Этерия преподавателем философии Вениамином Лесвиосом.
С началом Греческой революции его родной город был разрушен турками. Писсас был среди спасённых греческим флотом жителей города. Вместе с другими своими земляками и греками зарубежья и иностранцами филэллинами, Писсас и его братья Афанасиос, Димитриос, Николаос и Панайотис (двое последних погибли в ходе войны) предпочли вступить в организуемый первый полк регулярной армии, нежели примкнуть к локальным иррегулярным отрядам Южной Греции. В регулярной армии Эвстратиос Писсас проявил способности и стал офицером.
Воевал на Крите в 1822 году, под командованием Иосифа Балеста.
В начале 1826 года Писсас принял участие в экспедиции на остров Эвбея. В звании майора регулярной армии, в июле 1826 года и под командованием Шарля Николя Фавье, Писсас принял участие в походе Георгия Караискакиса в Среднюю Грецию и в сражении при Хайдари.
30 ноября 1826 года, под командованием Фавье, Писсас принял участие в героическом прорыве на Афинский Акрополь. При отборе 500 бойцов для прорыва, Писсас включил в их число оставшихся в живых двух своих братьев (двое других погибли — Николаос в 1822 году на Пелопоннесе, Панайотис в 1826 году на острове Эвбея). Фавье попросил его исключить из списка младшего брата. «Следует, чтобы хотя бы он не участвовал в этом рискованном предприятии, чтобы остался в живых хотя бы один сын, заботится о ваших престарелых родителях». Никто из братьев не согласился выйти из списка. Писсас получил ранение при прорыве.
В октябре 1827 года майор Писсас, во главе одного из трёх батальонов регулярной армии, принял участие в предпринятой Фабье экспедиции для освобождения острова Хиос. Командующие британским, французским и российским флотами Эдвард Кодрингтон, Анри Готье де Риньи и Логин Петрович Гейден потребовали отозвать греческие войска, поскольку это нарушало планы держав по ограничению территории воссоздаваемого греческого государства. К тому же и сама экспедиция не была успешной.
После окончания войны, в Греческом королевстве Писсас командовал гарнизонами. Был председателем Военного трибунала, с поста которого он ушёл в отставку в 1856 году.
В 1864 году, в звании генерала, Писсас был послан греческим правительством на Ионические острова, воссоединяющиеся с Грецией, где принял от британской армии переход островов под контроль греческой армии.
Генерал Писсас умер в Афинах 1 января 1885 года.